# مطب دکتر کالیگاری (فیلم ۲۰۰۵)
«مطب دکتر کالیگاری» (انگلیسی: The Cabinet of Dr. Caligari (2005 film)) فیلمی در ژانر ترسناک است که در سال ۲۰۰۵ منتشر شد. از بازیگران آن می‌توان به داگ جونز، نیل هاپکینز، ریچارد هرد، تیم راس، و ویلیام گرگوری لی اشاره کرد.